# Eurithia
Eurithia är ett släkte av tvåvingar. Eurithia ingår i familjen parasitflugor.

## Bildgalleri

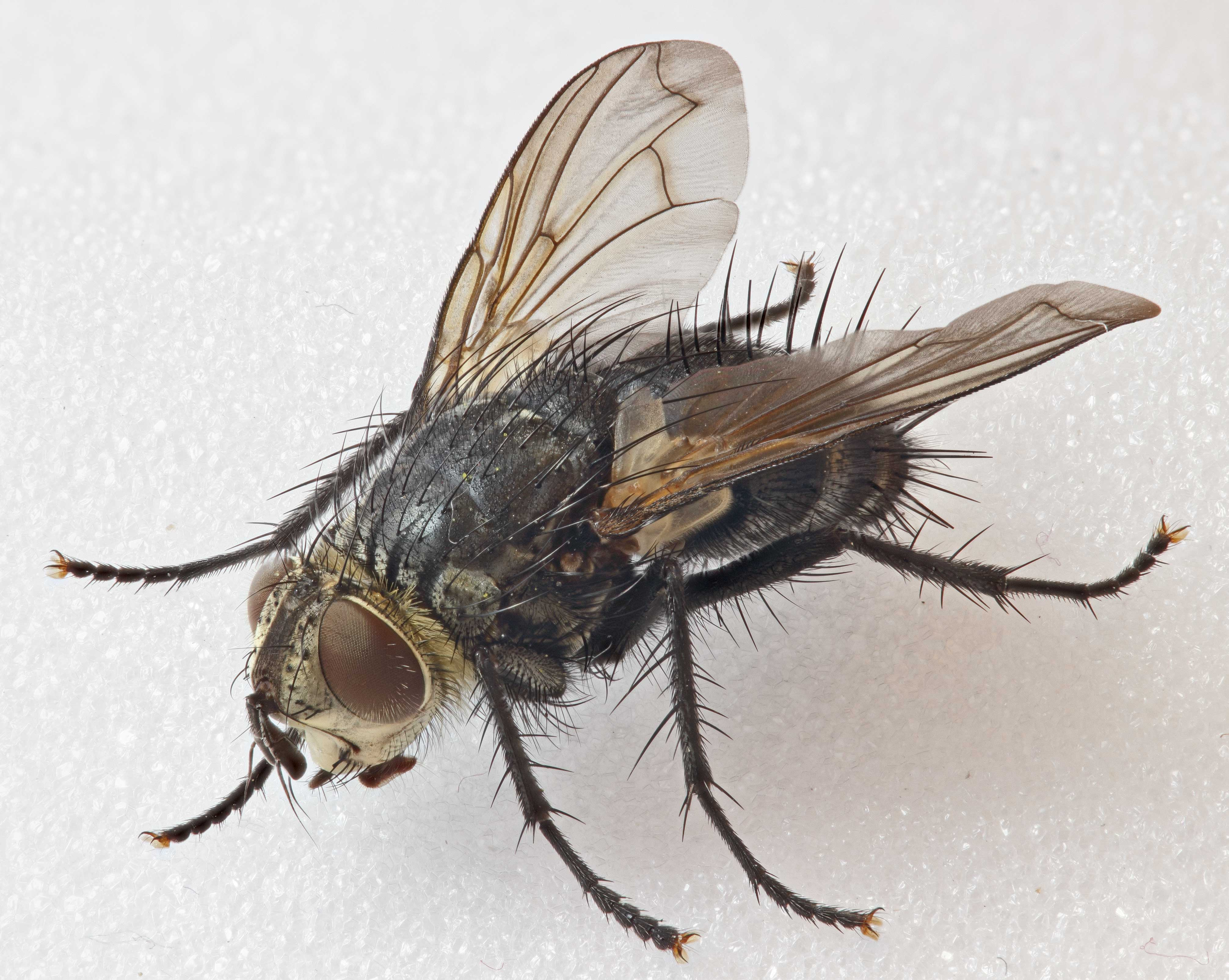

## Dottertaxa tillEurithia, i alfabetisk ordning[1][2]
- Eurithia agathe
- Eurithia albiceps
- Eurithia anthophila
- Eurithia argyrocephala
- Eurithia armeniaca
- Eurithia atra
- Eurithia breviunguis
- Eurithia caesia
- Eurithia castellana
- Eurithia chaetopyga
- Eurithia connivens
- Eurithia consobrina
- Eurithia cristata
- Eurithia emdeni
- Eurithia excellens
- Eurithia flavipennis
- Eurithia fucosa
- Eurithia gemina
- Eurithia globiventris
- Eurithia heilongiana
- Eurithia heilongjiana
- Eurithia hystrix
- Eurithia incongruens
- Eurithia indica
- Eurithia indigens
- Eurithia intermedia
- Eurithia juncta
- Eurithia mesnili
- Eurithia nigripennis
- Eurithia nigronitida
- Eurithia parcepilosa
- Eurithia pilosigena
- Eurithia shanxiensis
- Eurithia suspecta
- Eurithia tadzhica
- Eurithia tessellans
- Eurithia trichocalyptera
- Eurithia tuberculata
- Eurithia viridulans
- Eurithia vivida